# Spoorlijn Épernay - Reims
De Spoorlijn Épernay - Reims is een Franse spoorlijn van Épernay naar Reims. De lijn is 30,5 km lang en heeft als lijnnummer 074 000.

## Geschiedenis
De spoorlijn werd door de Chemins de fer de l'Est geopend op 5 juni 1854. Tot 1943 was de lijn dubbelsporig, sindsdien is de lijn op twee korte gedeeltes na bij Épernay en Reims op enkelspoor.

## Treindiensten
De SNCF verzorgt het personenvervoer op dit traject met TGV en TER treinen.
| Serie      | Treinsoort | Route                                                        | Bijzonderheden |
| ---------- | ---------- | ------------------------------------------------------------ | -------------- |
| TGV 2700   | TGV (SNCF) | Paris Est – Reims – Rethel – Charleville-Mézières – Sedan    |                |
| TER 840800 | TER (SNCF) | Champagne-Ardenne TGV – Reims – Charleville-Mézières – Sedan |                |
| C 73       | TER (SNCF) | Épernay – Reims                                              |                |

## Aansluitingen
In de volgende plaatsen is of was er een aansluiting op de volgende spoorlijnen:
Épernay
RFN 070 000, spoorlijn tussen Noisy-le-Sec en Strasbourg-Ville
RFN 074 306, raccordement van Épernay
Trois-Puits
RFN 005 315, raccordement van Trois-Puits
Reims
RFN 082 000, spoorlijn tussen Reims en Laon
RFN 205 000, spoorlijn tussen Soissons en Givet

## Elektrificatie
De lijn werd in 1962 geëlektrificeerd met een wisselspanning van 25.000 volt 50 Hz.

## Galerij

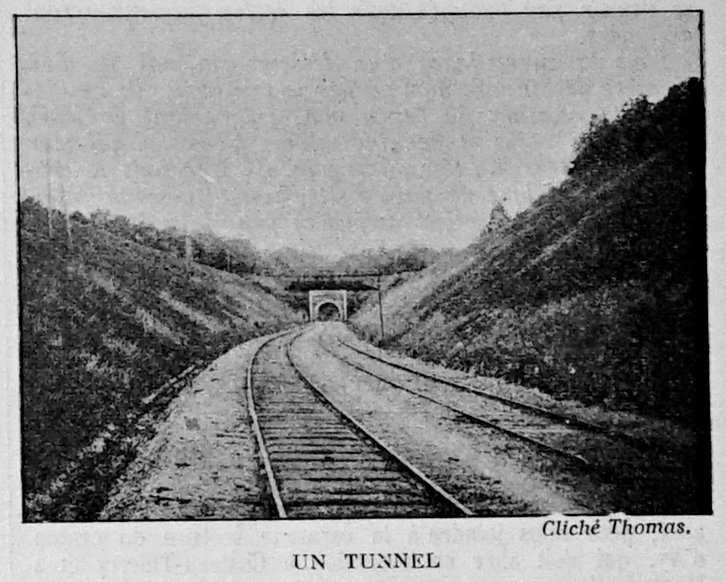
Tunnel van Rilly vanaf Germaine
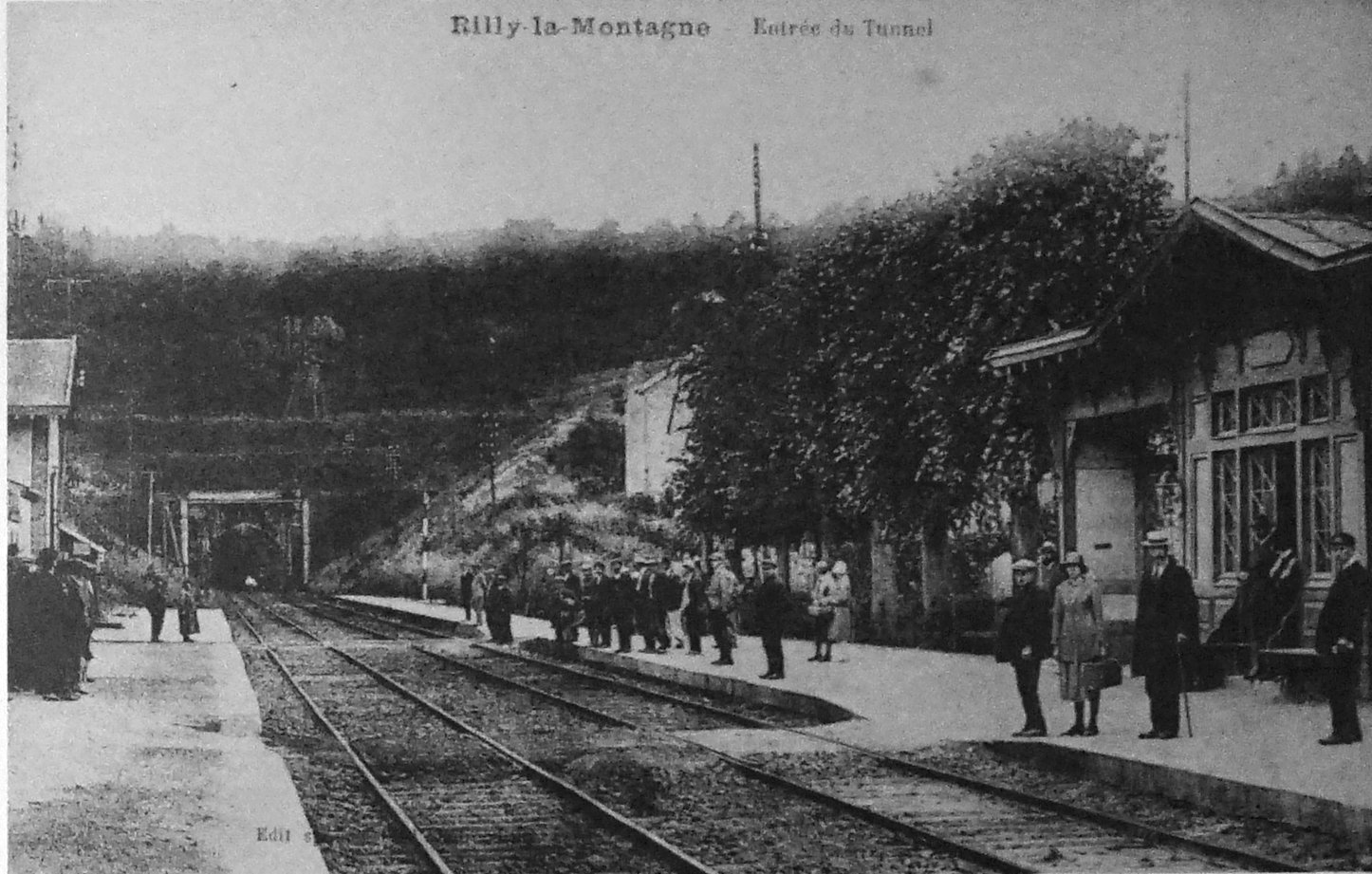
Tunnel van Rilly vanaf Rilly
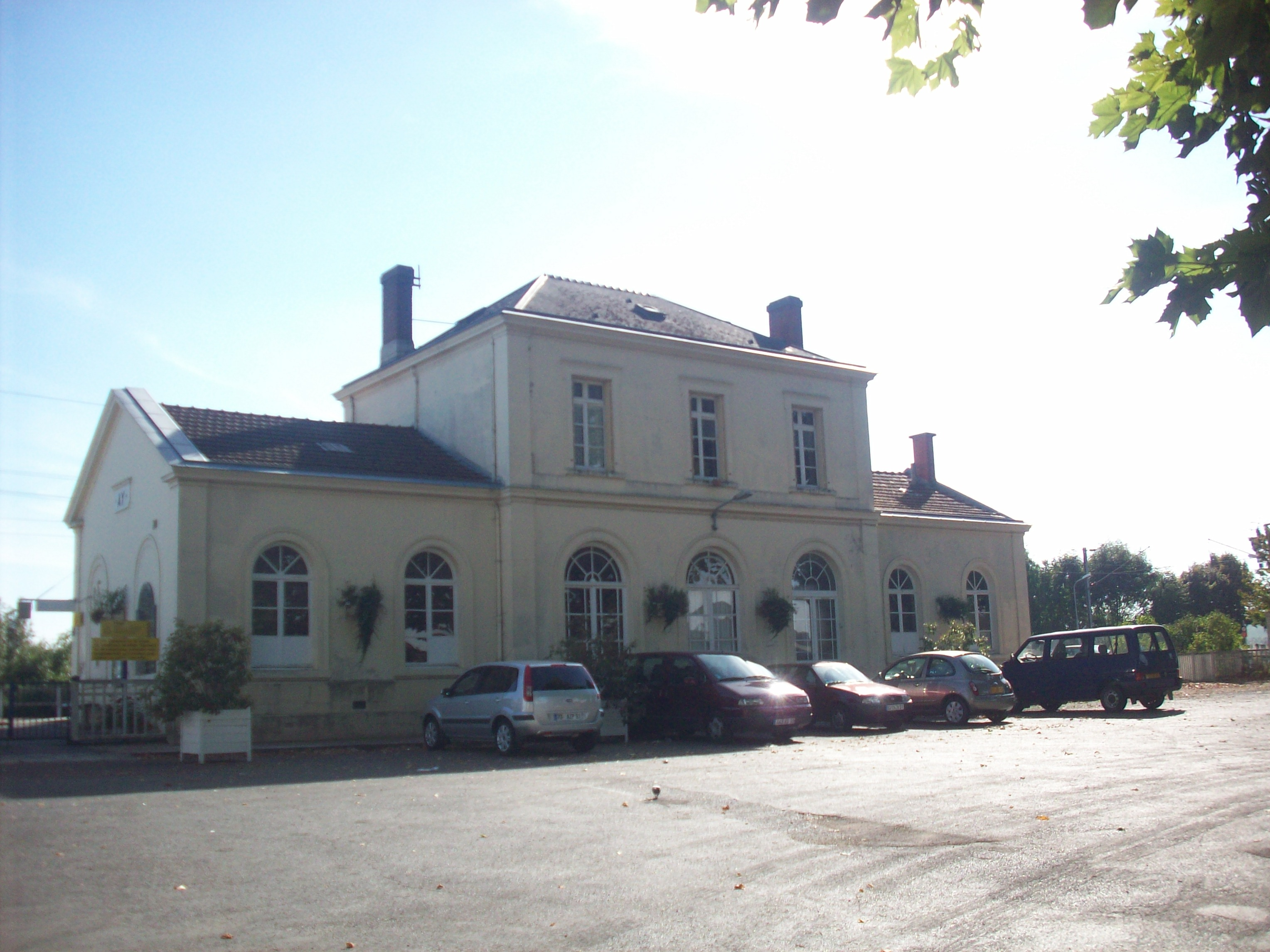
Station Ay
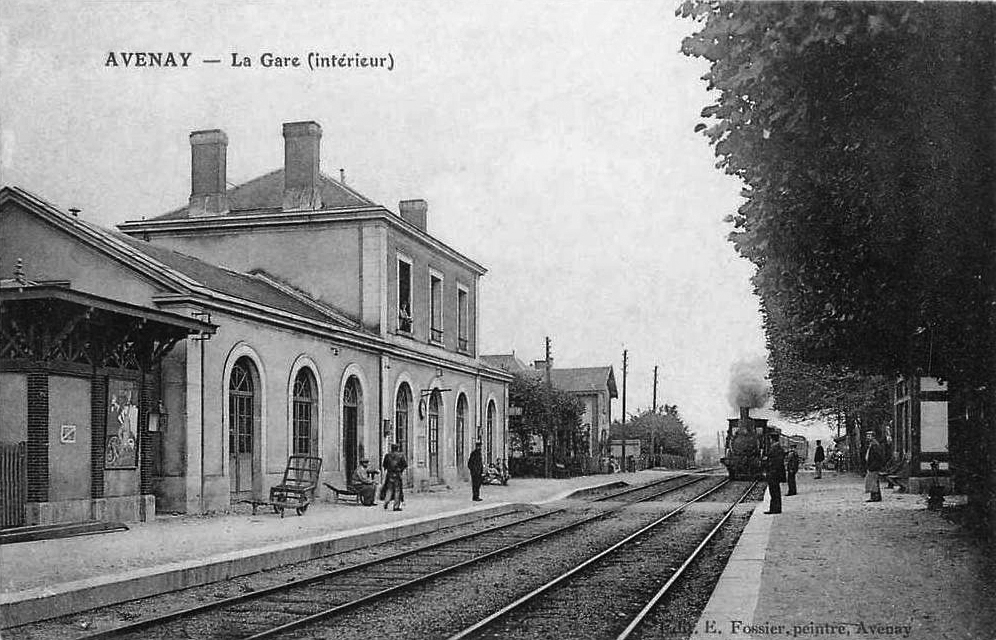
Station Avenay